# Динчер, Мехмет
Мехме́т Динче́р (тур. Mehmet Dinçer; род. 20 февраля 1933, Стамбул, Турция) — турецкий футболист, игравший на позиции полузащитника.

## Клубная карьера
В 1950-х Динчер играл на позиции полузащитника за турецкий клуб «Фенербахче».

## Карьера в сборной
Несмотря на отсутствие опыта выступлений за сборную Турции, Динчер был включён тренером Сандро Пуппо в заявку сборной на чемпионат мира 1954. По итогам группового этапа турки поделили второе место в группе со сборной ФРГ. Судьба путёвки в четвертьфинал решалась в дополнительном матче плей-офф между этими командами, завершившемся победой ФРГ со счётом 7:2. Из-за большой конкуренции на оборонительных позициях Динчер так и не вышел на поле по ходу турнира.
После чемпионата мира 1954 года Динчер больше не вызывался в сборную.